# توتكابن
توتكابن (بالفارسية: توتکابن) هي مدينة تقع في إيران في غيلان. يقدر عدد سكانها بـ 1,641 نسمة .